# Eugene Dynkin
Eugene Borisovich Dynkin (en ruso: Евге́ний Бори́сович Ды́нкин; 11 de mayo de 1924 - 14 de noviembre de 2014) fue un matemático soviético y estadounidense. Hizo contribuciones a los campos de la probabilidad y el álgebra, especialmente a los grupos de Lie semisimples, álgebras de Lie y procesos de Markov. El diagrama de Dynkin, el sistema de Dynkin y el lema de Dynkin llevan su nombre. 

## Biografía
Dynkin nació en una familia judía, viviendo en Leningrado hasta 1935, cuando su familia fue exiliada a Kazajistán. Dos años después, cuando Dynkin tenía 13 años, su padre desapareció a manos del Gulag.

### Universidad de Moscú
A la edad de 16 años, en 1940, Dynkin fue admitido en la Universidad de Moscú. Evitó el servicio militar en la Segunda Guerra Mundial debido a su mala vista, y recibió su maestría en 1945 y su doctorado en 1948. Se convirtió en profesor asistente en Moscú, pero no recibió una cátedra hasta 1954, debido a sus opiniones políticas. Su progreso académico se hizo difícil, debido tanto al destino de su padre como a su origen judío. Los esfuerzos de Andréi Kolmogórov, su supervisor de doctorado, hicieron posible que Dynkin progresara a través de la escuela de posgrado en un puesto docente.

### Academia de Ciencias de la URSS
En 1968, Dynkin se vio obligado a trasladarse de la Universidad de Moscú al Instituto Central de Matemáticas Económicas de la Academia de Ciencias de la URSS. Allí trabajó en la teoría del crecimiento económico y del equilibrio económico. 

### Cornell
Permaneció en el Instituto hasta 1976, cuando emigró a los Estados Unidos. En 1977, se convirtió en profesor en la Universidad de Cornell.

### Muerte
Dynkin murió en un hospital en Ithaca, Nueva York, a la edad de 90 años. Dynkin era ateo.

## Trabajo matemático

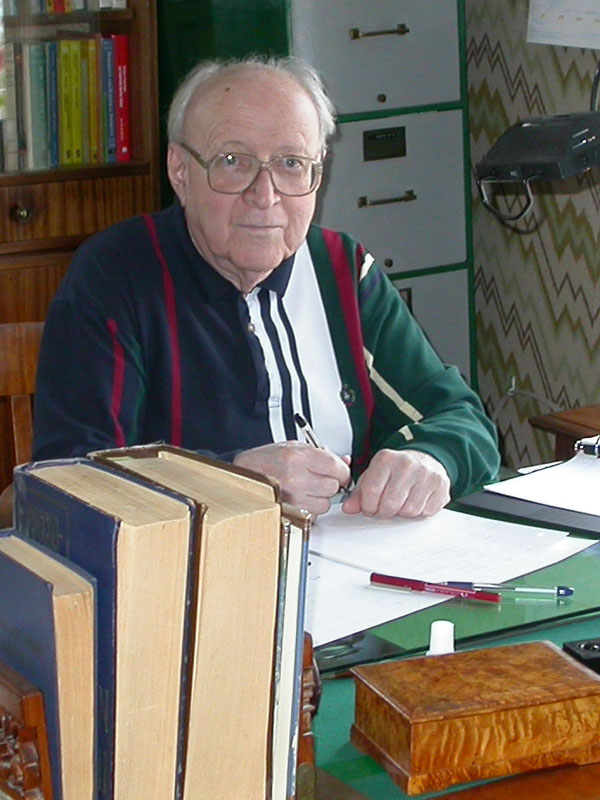
Eugene Dynkin en 2003 (cortesía de la Colección Dynkin)

Se considera que Dynkin es un raro ejemplo de matemático que hizo contribuciones fundamentales a dos áreas muy distintas de las matemáticas: álgebra y teoría de la probabilidad. El período algebraico del trabajo matemático de Dynkin abarcó entre 1944 y 1954, aunque incluso durante este tiempo sus trabajos tuvieron un trasfondo probabilístico. De hecho, en 1945, la primera publicación de Dynkin, junto con N. A. Dmitriev, resolvió un problema sobre los valores propios de las matrices estocásticas. Este problema se planteó en el seminario de Kolmogórov sobre las cadenas de Markov, mientras que Dynkin y Dmitriev eran estudiantes universitarios. 

### Teoría de Lie
Mientras Dynkin estudiaba en la Universidad de Moscú, asistió al seminario de Israel Gelfand sobre grupos de Lie. En 1944, Gelfand le pidió que preparara una recopilación sobre la estructura y clasificación de los grupos de Lie semisimples, basada en los documentos de Hermann Weyl y Bartel Leendert van der Waerden. Dynkin encontró los documentos difíciles de leer, y en un intento por comprender mejor los resultados, inventó la noción de "raíz simple" en un sistema raíz. Representó los ángulos por pares entre estas raíces simples, en forma de un diagrama de Dynkin. De esta forma obtuvo una exposición más limpia de la clasificación de álgebras de Lie semisimples complejas. Sobre el artículo de 1947 de Dynkin "Estructura de álgebras de Lie semisimples", Bertram Kostant escribió:

En este artículo, utilizando solo matemáticas elementales y comenzando con casi nada, Dynkin desarrolló de manera brillante y elegante la estructura y la maquinaria de las álgebras de Lie semisimples. Lo que logró con este trabajo fue abordar un tema hasta ahora esotérico y convertirlo en una matemática hermosa y poderosa.
Bertram Kostant, "Selected papers", p. 363

 El influyente artículo de 1952 de Dynkin "Subalgebras semisimples de álgebras de Lie semisimples", contenía tablas y extensas listas y estudiaba las subálgebras de las álgebras de Lie excepcionales.

### Teoría de la probabilidad
Dynkin es considerado uno de los fundadores de la teoría moderna de los procesos de Markov. Los resultados obtenidos por Dynkin y otros participantes de su seminario en la Universidad de Moscú se resumieron en dos libros. El primero de ellos, "La teoría de los procesos de Markov", se publicó en 1959 y sentó las bases de la teoría. 
La charla de una hora de Dynkin en el Congreso Internacional de Matemáticos de 1962 en Estocolmo fue pronunciada por Kolmogórov, ya que antes de su marcha a los Estados Unidos, a Dynkin nunca se le permitió viajar a Occidente. Esta lectura se tituló "Procesos de Markov y problemas en el análisis".

## Premios y reconocimientos
- Premio de la Sociedad Matemática de Moscú, 1951.
- Instituto de Estadística Matemática, Miembro, 1962
- Academia Americana de Artes y Ciencias, Miembro, 1978
- Academia Nacional de Ciencias de los Estados Unidos, Miembro, 1985.[10]
- Sociedad Estadounidense de Matemáticas, Premio Leroy P. Steele de Trabajo Matemático Total, 1993
- Sociedad Matemática de Moscú, Miembro Honorario, 1995
- Doctor honoris causa de la Universidad Pierre y Marie Curie (París 6), 1997
- Doctor en Ciencias (honoris causa) de la Universidad de Warwick, 2003.[11]
- Doctor honoris causa de la Universidad Independiente de Moscú (Rusia), 2003
- Miembro de la American Mathematical Society, 2012.[12]

## Publicaciones
- Theory of Markov Processes. Prentice-Hall. 1961.[13]
- Die Grundlagen der Theorie der Markoffschen Prozesse. Grundlehren der mathematischen Wissenschaften, Band 108. Springer Verlag. 1961.
- Markov Processes. Grundlehren der mathematischen Wissenschaften. Springer Verlag. 1965.
- Controlled Markov Processes. Grundlehren der mathematischen Wissenschaften. Springer Verlag. 1979.
- Markov Processes and Related Problems of Analysis, Selected Papers. London Math. Soc. Lecture Notes Series, 54. Cambridge University Press. 1982.
- Dynkin, Eugene B. (2000).  Yushkevich, A. A.; Seitz, G. M.; Onishchik, eds. Selected papers of E. B. Dynkin with commentary. Providence, R.I.: American Mathematical Society. ISBN 978-0-8218-1065-1.
- Diffusions, Superdiffusions and Partial Differential Equations. AMS Colloquium Publications. 2002.[14]
- Superdiffusions and Positive Solutions of Nonlinear Partial Differential Equations. American Mathematical Society. 2004.